# جاناتان راس
جاناتان راس (به انگلیسی: Jonathan Ross) بازیگر انگلیسی است.